# アンドレア・ロカテッリ (画家)
アンドレア・ロカテッリ（Andrea Locatelli 、姓は Lucatelliとも、1695年12月19日 - 1741年2月19日 ）は、イタリアの18世紀はじめの画家である。「理想化された風景画(idealized landscapes)」を描いた。

## 略歴
ローマで、現在は何も知られていないジョヴァンニ・フランチェスコ・ロカテッリ(Giovanni Francesco Lucatelli: 1660-1741)という画家の息子に生まれた。12歳の時にMonsù Altoという風景画家に弟子入りし。その後ビアージョ・プッチーニ(Biagio Puccini: 1675–1721) という画家からも人物画を学んだ。
ロカテッリの神話の人物や古代の建物を配した風景画ののスタイルはクロード・ロラン(c.1604-1682)やサルヴァトル・ローザ(1615-1673)、ヤン・フランス・ヴァン・ブローメン(1662-1749)といった初期の風景画家たちの作品と共通したスタイルであった。
1715年に、ローマのパラッツォ・ルスポーリ(Palazzo Ruspoli)の装飾画を描いた。有名な建築家のフィリッポ・ユヴァラと仕事をし、サヴォイア公ヴィットーリオ・アメデーオ2世のリーヴォリの宮殿に2点の絵を描いた。1723年から1725年の間はスペイン国王フェリペ5世によって建てられたラ・グランハ宮殿の装飾パネル(Sopraporte)を制作した。1738年にローマのパラッツォ・コルシーニ(Palazzo Corsini)の装飾画も描いた。
1741年に45歳でローマで結核で亡くなった。